# Zwemmen op de Olympische Zomerspelen 1908

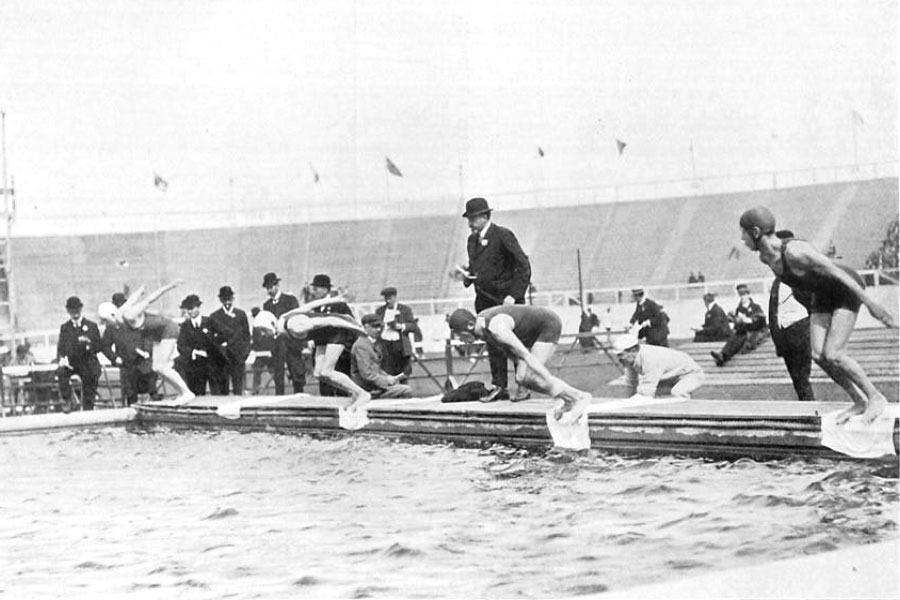
zwemmen op de Olympische Zomerspelen 1908

Zwemmen is een van de sporten die beoefend werden tijdens de Olympische Zomerspelen 1908 in Londen.

## Heren

### 100 m vrije slag
| rang   | sporter         | land | tijd      |
| ------ | --------------- | ---- | --------- |
| Goud   | Charles Daniels | USA  | WR 1:05.6 |
| Zilver | Zoltán Halmay   | HUN  | 1:06.2    |
| Brons  | Harald Julin    | SWE  | 1:08.0    |
| 4      | Leslie Rich     | USA  |           |

### 400 m vrije slag
| rang   | sporter           | land | tijd      |
| ------ | ----------------- | ---- | --------- |
| Goud   | Henry Taylor      | GBR  | OR 5:36.8 |
| Zilver | Frank Beaurepaire | ANZ  | 5:44.2    |
| Brons  | Otto Scheff       | AUT  | 5:46.0    |
| 4      | William Foster    | GBR  |           |

### 1500 m vrije slag
| rang   | sporter           | land | tijd       |
| ------ | ----------------- | ---- | ---------- |
| Goud   | Henry Taylor      | GBR  | WR 22:48.4 |
| Zilver | Thomas Battersby  | GBR  | 22:51.2    |
| Brons  | Frank Beaurepaire | ANZ  | 22:56.2    |
| 4      | Otto Scheff       | AUT  |            |

### 100 m rugslag
| rang   | sporter           | land | tijd      |
| ------ | ----------------- | ---- | --------- |
| Goud   | Arno Bieberstein  | GER  | OR 1:24.6 |
| Zilver | Ludvig Dam        | DEN  | 1:26.6    |
| Brons  | Herbert Haresnape | GBR  | 1:27.0    |
| 4      | Gustav Aurisch    | GER  |           |

### 200 m schoolslag
| rang   | sporter          | land | tijd      |
| ------ | ---------------- | ---- | --------- |
| Goud   | Fred Holman      | GBR  | WR 3:09.2 |
| Zilver | William Robinson | GBR  | 3:12.8    |
| Brons  | Pontus Hanson    | SWE  | 3:14.6    |
| 4      | Ödön Toldi       | HUN  | 3:15.2    |

### 4x200 m vrije slag
| rang   | sporters                                                                   | land | tijd       |
| ------ | -------------------------------------------------------------------------- | ---- | ---------- |
| Goud   | John Derbyshire Paul Radmilovic William Foster Henry Taylor                | GBR  | WR 10:55.6 |
| Zilver | József Munk Imre Zachár Béla Las Torres Zoltán Halmay                      | HUN  | 10:59.0    |
| Brons  | Harry Hebner Budd Goodwin Charles Daniels Leslie Rich                      | USA  | 11:02.8    |
| 4      | Frank Beaurepaire Frederick Springfield Reginald Baker Theodore Tartakover | ANZ  |            |

## Medaillespiegel
| rang   | land             | goud | zilver | brons | totaal |
| ------ | ---------------- | ---- | ------ | ----- | ------ |
| 1      | Groot-Brittannië | 4    | 2      | 1     | 7      |
| 2      | Verenigde Staten | 1    | 0      | 1     | 2      |
| 3      | Duitsland        | 1    | 0      | 0     | 1      |
| 4      | Hongarije        | 0    | 2      | 0     | 2      |
| 5      | Australazië      | 0    | 1      | 1     | 2      |
| 6      | Denemarken       | 0    | 1      | 0     | 1      |
| 7      | Zweden           | 0    | 0      | 2     | 2      |
| 8      | Oostenrijk       | 0    | 0      | 1     | 1      |
| totaal | totaal           | 6    | 6      | 6     | 18     |